# Tmesibasis waelbroecki
Tmesibasis waelbroecki är en insektsart som beskrevs av Van der Weele 1909. Tmesibasis waelbroecki ingår i släktet Tmesibasis och familjen fjärilsländor. Inga underarter finns listade i Catalogue of Life.